# Ngadi Chuli
Le Ngadi Chuli (également connu sous les noms de Dakura et Peak 29) est le vingtième plus haut sommet du monde. Il est situé au Népal dans la chaîne de l'Himalaya, dans le Mansiri Himal, non loin du Manaslu et de l'Himalchuli.

## Ascensions
- 1969 - Expédition japonaise de l'Université d'Osaka, qui échoue à 7 350 mètres d'altitude.
- 1970 - Nouvelle expédition japonaise. Hiroshi Watanabe et Sherpa Lhapka Tsering atteignent probablement le sommet le 19 octobre vers 15 heures. Accident fatal à la descente.
- 1979 - Succès des grimpeurs polonais Ryszard Gajewski et Maciej Pawlikowski.